# 崔各庄站
崔各庄站是北京地铁15号线上的一座车站，位于北京市朝阳区崔各庄地区来广营东路。

## 位置
崔各庄站位于来广营东路和东辛店路的交汇处，呈南北走向。

## 结构

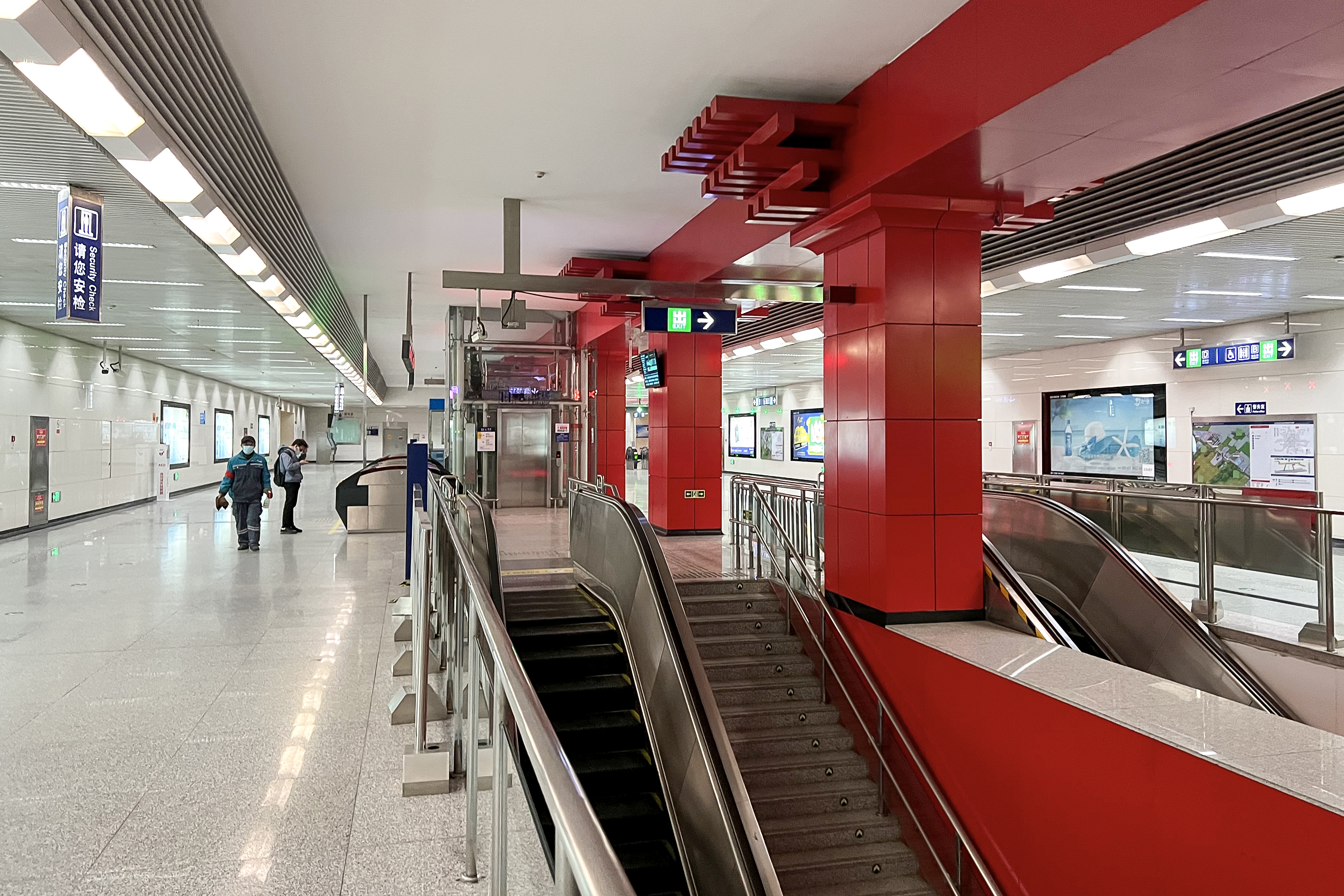
站厅

该站为地下车站，岛式站台设计。站内有斗拱形状的装饰，主要色调为中国红，其余则为白色。
| 地面层          | 地面                     | B-D出入口                        |
| 地下一层 站厅层 | 站厅                     | 客务中心、自动售票机、进出站闸机 |
| 地下二层 站台层 |                          | █ 15号线往清华东路西口（望京东） |
| 地下二层 站台层 | 岛式站台，左側開门       |                                  |
| 地下二层 站台层 | █ 15号线往俸伯（马泉营） |                                  |

## 出入口
|                       |                    |                  |      |            |  |
| 编号                  | 指示               | 建议前往的目的地 | 图片 | 无障碍设施 |  |
| 出口 · B · 升降机标志 | 来广营东路（北侧） |                  |      |            |  |
| 出口 · D              | 来广营东路（南侧） |                  |      | 不適用     |  |
| 註： 設有             |                    |                  |      |            |  |